# Diócesis de las Siete Provincias
La diócesis de las Siete Provincias (dioecesis Septem Provinciae) fue una división administrativa del Imperio romano utilizada durante su periodo conocido como «Bajo Imperio». Agrupaba un total de siete provincias y a su vez, formaba parte de la prefectura de las Galias.

## Las diócesis como unidades administrativas
Durante la tetrarquía de Diocleciano se realizó una profunda reorganización de la Administración imperial en la que uno de los aspectos más destacados fue la creación de un buen número de provincias mediante la división de las existentes. Aunque se ha visto este proceso como un medio para evitar el surgimiento de usurpadores reduciendo su posible base de poder, parece que el objetivo final era, más bien, el aumento del número de gobernadores y la reducción de su ámbito de actuación para que esta se desarrollase más eficazmente. Para hacer posible el control del gran número de provincias desde la Administración central, estas se agruparon, entonces, en varias «diócesis» que eran supervisadas por un «vicario» (vices agens praefectorum praetorio) en representación del prefecto del pretorio.

## Historia
La diócesis de las Siete Provincias fue creada en el año 297. Inicialmente y junto a las de Britania y Galias, se asignó a Constancio tras cuya muerte, quedó bajo el control de su hijo Constantino quién, también, consiguió dominar la de Hispania. Este acabó de controlar todo el Imperio tras varios años de guerras civiles y a su fallecimiento en el año 337, se agruparon las tres diócesis citadas en la prefectura del pretorio de las Galias que correspondió a su hijo Constantino II.
Era una diócesis de retaguardia ya que no contaba con ninguna frontera imperial y no sufrió, así, los pillajes a los que fueron sometidos las provincias galas del norte durante el siglo IV. Esta situación cambió en el año 407 cuando una coalición de suevos, vándalos y alanos, atravesó el Rin y saqueó varias de sus ciudades. Tras la guerra contra los godos, el Imperio acordó un tratado con ellos que les permitió asentarse en el valle del río Garona en el año 418 donde crearon el reino de Tolosa. Durante las décadas siguientes intentaron conseguir una salida al mar mediterráneo por lo que atacaron Arlés y Narbona aunque fueron rechazados por los romanos. No sería hasta el reinado de Eurico cuando, aprovechando la descomposición del Imperio occidental, iniciaron una vigorosa expansión que les llevó a controlar la mayoría de la diócesis. Una expedición enviada por el gobierno de Rávena en el 471 y comandada por Antemiolo, fue el último intento de recuperarla. Su fracaso representó la pérdida definitiva de estas provincias y que el Imperio quedase reducido a Italia y parte de Dalmacia.
Son pocos los nombres de vicarios que se conocen y todos ellos, sin excepción pertenecían a la clase ecuestre. Para la diócesis de las Siete Provincias existen reseñas de:
- Flavio Salustio (atestiguado para el año 361).[7]
- Procliano (atestiguado para el año 399).[8]
- Acilio Glabrión.[8]
- Gaudencio (atestiguado para el año 467).[8]
- Seronato (atestiguado para el año 469).[8]

## Características

Mapa de la diócesis de las Siete Provincias.

Presentaba dos áreas geográficas principales: los valles de los ríos Garona y Ródano. Los Pirineos marcaban su límite sur y la separación con la diócesis de Hispania mientras que los ríos Loira y Ródano —entre Lyon y lago Lemán— marcaban su frontera norte. Tenía salida al océano Atlántico y al mar Mediterráneo con Burdeos y Arlés como ciudades principales.
Entre sus comunicaciones y rutas comerciales destacaban las calzadas que se dirigían a Hispania a través de Burdeos (al oeste) o Arlés (al este), la que comunicaba estas dos ciudades a través de Tolosa y la que subía hacia el Rin por el valle del Ródano. Este río, también, servía como una importante vía fluvial de transporte.
En sus inicios no contaba con ninguna ceca a diferencia de la diócesis de las Galias que tenía dos aunque, con el traslado de la capitalidad de la prefectura a Arlés, se instaló una en esta ciudad.

## Organización administrativa
La diócesis agrupó las provincias galas al sur de los ríos Loira y Ródano excepto de la de Alpes Peninos que, antes de las reformas administrativas de la tetrarquía, eran las siguientes
Narbonensis
Aquitania
Alpes Maritimae
Estas experimentaron una división, bajo Diocleciano, que hizo pasar su número de 3 a 7. 
Viennensis. Creada a partir de Narbonensis.
Narbonensis prima. Creada a partir de Narbonensis.
Narbonensis secunda. Creada a partir de Narbonensis.
Novempopulania. Creada a partir de Aquitania.
Aquitanica prima. Creada a partir de Aquitania.
Aquitanica secunda. Creada a partir de Aquitania.
Alpes Maritimae que se mantuvo inalterada.
Durante el gobierno de Constancio II se redujo el número a 5 y la diócesis pasó a denominarse como Quinque provinciarum (Cinco Provincias). Se efectuaron dos uniones entre provincias:
Las provincias de Aquitanica prima y secunda se fusionaron en una sola.
La provincia de Narbonensis secunda fue absorbida por la de Viennensis.
Hacia el año 368 se volvieron a separar las citadas Aquitanica prima y secunda con lo que el número de provincias se aumentó a 6. Volvieron a ser 7 cuando, sobre el año 381, Narbonensis secunda fue segregada de Viennensis.
La denominación de la diócesis experimentó varios cambios. Desde su creación hasta el final del gobierno de Constantino se le llamó diócesis «Viennense». Posteriormente fue denominada por el número de provincias que la integraban «Cinco Provincias» o «Siete Provincias» así como por el nombre de «Aquitania». Su capital varió, también, con los años. Desde su inicio se situó en Vienna (Vienne) hasta que en ca. 355 se cambió a Burdigala (Burdeos). Aquí permaneció hasta que, en el 407, la invasión bárbara obligó a trasladarla a Arelate (Arlés).
Al frente se encontraba el vicario quien contaba con un equipo compuesto por:
| un jefe de gabinete (principem). un subjefe de gabinete (cornicularium). dos contables (numerarios). un encargado del diario de operaciones (commentariensem). un archivero (ab actis). | un encargado de la correspondencia (cura epistolarum). varios ayudantes (adiutorem). varios sub-ayudantes (subadiuuas). varios secretarios (exceptores). varios notarios y oficinistas (singulares et reliquos officiales). |

Además del vicario, también existían otros representantes de la Administración central:
- El comes sacrarum largitionum —quien administraba las finanzas del Imperio— tenía a:

Un delegado general (rationalis summarum) o delegado para los impuestos.
Intendente del tesoro (praepositus thesaurorum) en Arlés.
Encargado de las monedas (procurator monetae) en Arlés.
Encargado de factorías textiles gubernamentales (procurator gynaecii) en Arlés.
Encargado de telares de lino gubernamentales (procurator linyfii) en Vienne.
Encargado de tintorerías gubernamentales (procurator bafii) en Narbona.
Intendente de los tejedores de oro y plata (praepositus branbaricariorum siue argentariorum) en Arlés.
Un intendente de los suministros (praepositus bastagae).
- El comes rerum privatarum —quien gestionaba el patrimonio imperial así como personal del emperador— también contaba con un representante: el rationalis rei private o delegado.[20]

## Despliegue militar
Por su situación alejada de la frontera, la diócesis albergaba pocas unidades del ejército imperial y estas, junto a las desplegadas en la vecina diócesis de las Galias, estaban comandadas por el magister equitum per Gallias.
En Lapurdo (Bayona), Calarona (Grenoble) y Marsella se situaba una cohorte en cada una de las poblaciones.
En Vienne y Arlés tenía sus bases la classis fluminis Rhodani, flota fluvial que vigilaba el río Ródano.
En Ebrudunum (Yvoire) tenía la suya, la classis barcariorum, otra flota fluvial que patrullaba el lago Lemán.
Por otro lado, existía un asentamiento de laeti, concretamente de tribus suevas, en Arumbernos (Auvernia) situado en la calzada que unía Lyon con Burdeos.
En el sureste, por su parte, el Imperio asentó a varios grupos alanos que asumieron la protección de la calzada que unía Arlés con Hispania.